# 北海道道6號岩見澤月形線
北海道道6號岩見澤月形線（日语：北海道道6号岩見沢月形線），是一條連接北海道空知綜合振興局岩見澤市與樺戶郡的主要道道。

## 路線概要
- 起點：北海道岩見澤市大和1条9丁目（＝國道12號交點）
- 終點：北海道樺戶郡月形町字階樂町（＝國道275號交點）
- 實總長：23.5公里（km）
- 共线区间：
  - 岩見澤市四条西6丁目－岩見澤市4条東3丁目（北海道道201號岩見澤停車場線）
  - 岩見澤市北村赤川－岩見澤市北村榮町（北海道道139號江別奈井江線）
  - 美唄市西美唄町大曲－月形町字階樂町（北海道道275號月形峰延線）
  - 美唄市西美唄町大曲－月形町字階樂町（北海道道33號美唄月形線）

## 通過的自治體
- 空知綜合振興局
  - 岩見澤市 - 美唄市 - 樺戶郡月形町

## 歷史
- 1954年3月30日 - 路線認定為12號。（昭和29年北海道告示第503號）
- 1994年10月1日 - 路線編號更改為6號。（平成6年北海道告示第1468號）

## 沿線

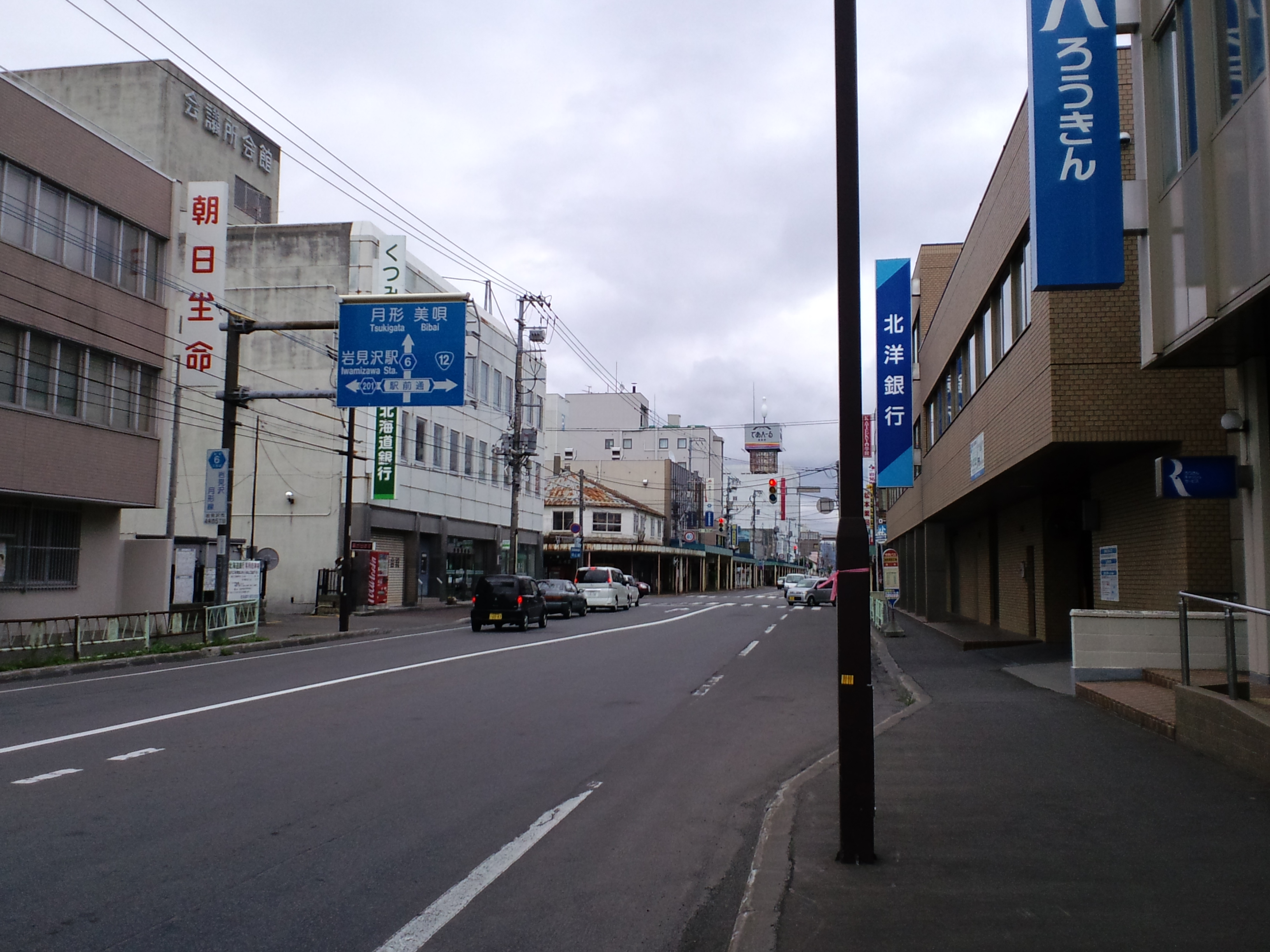
岩見澤市街中心部

- NHK岩見澤報導室（＝岩見澤市2条東1丁目）
- 北村中央公園（北村溫泉飯店、露營場等，＝岩見泽市北村赤川156-7）
- 岩見澤市役所北村支所＝（岩見澤市北村赤川593-1）

## 主要橋梁
- 月形大橋（石狩川）＝美唄市西美唄町大曲－月形町字新生

## 主要接續道路

### 岩見澤市
- 國道12號＝大和1条9丁目（起點）
- 北海道道687號美唄達布岩見澤線＝4条西11丁目
- 北海道道201號岩見澤停車場線＝4条西6丁目、4条東3丁目（重用）
- 北海道道789號上志文四条東線＝4条東1丁目（重用）
- 北海道道816號峰延稔町線＝稔町
- 北海道道139號江別奈井江線＝北村赤川、北村榮町（重用）

### 美唄市
- 北海道道275號月形峰延線＝西美唄町大曲（重用）
- 北海道道33號美唄月形線＝西美唄町大曲（重用）

### 月形町
- 國道275號＝階樂町（終點）